# Крушение поезда в Анкаре
Крушение поезда в Анкаре — железнодорожная катастрофа, произошедшая 13 декабря 2018, когда высокоскоростной пассажирский поезд столкнулся с локомотивом снегоочистителя возле района Yenimahalle в Анкаре, Турция, на высокоскоростной железнодорожной линии Анкара-Конья. При столкновении сошли с рельсов три вагона. Три машиниста и пять пассажиров скончались на месте, 84 — ранены. Один пассажир умер в больнице. 34 пассажира, включая двоих в критическом состоянии, лечат в разных больницах Анкары.

## Авария
На скоростной железнодорожной линии Анкара-Конья пассажирский поезд отошел от скоростного вокзала Анкары (тур. Ankara YHT Garı) с 206 пассажирами на борту в 06:30 UTC+3 (03:30 UTC) 13 декабря 2018. Примерно через четыре минуты, произошло лобовое столкновение когда скоростной поезд, что шел до Конья с линейной скоростью 80-90 км/ч, столкнулся прямо перед станцией Маршандиз в районе Yenimahalle провинции Анкара со снегоочистителем, который возвращался со смены по проверке железной дороги. Три вагона скоростного поезда сошли с рельсов, и пешеходный мост между железнодорожными линиями обвалился на два вагона. Восемь человек, включая трех машинистов локомотива, погибли на месте. Информация о 48 раненых людей впоследствии была обновлена до 84. Среди раненых пассажиров трое в критическом состоянии доставлены в разные больницы в Анкаре. Один пострадавший пассажир впоследствии скончался в больнице. 34 человека остаются в больницах.
Опубликованные фотографии показывают локомотив 68 041 TCDD E68000-класса и электропоезд TCDD HT80000 затронутые в аварии.

## Последствия
Более 40 машин скорой помощи, 20 пожарных машин, полиция, пожарные и спасательные команды выехали на место аварии.
Главный прокурор Анкары начал расследование, чтобы выяснить причину аварии. Три железнодорожных работника были задержаны по подозрению в халатности.